# Ludwig Ferdinand Timme
Ludwig Ferdinand Timme (* 30. Juni 1830 in Groß Salze, Provinz Sachsen; † 1. August 1888 in Colmar, Reichsland Elsaß-Lothringen) war ein deutscher Verwaltungsjurist und königlich-preußischer Landrat in den Kreisen Prüm (1858–1859) und Bernkastel (1861). Von 1880 bis 1888 amtierte er als Bezirkspräsident im Bezirk Oberelsaß, Reichsland Elsaß-Lothringen.
Timme studierte Rechts- und Kameralwissenschaften in Halle a. d. Saale und Berlin.

## Weblink
- Ludwig Ferdinand Timme in der Rheinland-Pfälzischen Personendatenbank

| Personendaten    | Personendaten                       |
| ---------------- | ----------------------------------- |
| NAME             | Timme, Ludwig Ferdinand             |
| KURZBESCHREIBUNG | preußischer Beamter und Politiker   |
| GEBURTSDATUM     | 30. Juni 1830                       |
| GEBURTSORT       | Groß Salze, Provinz Sachsen         |
| STERBEDATUM      | 1. August 1888                      |
| STERBEORT        | Colmar, Reichsland Elsaß-Lothringen |